# Samuele Di Benedetto
Samuele Di Benedetto (* 16. Juli 2005 in Schwäbisch Gmünd) ist ein deutsch-italienischer Fußballspieler. Er steht beim VfB Stuttgart unter Vertrag und ist deutscher Nachwuchsnationalspieler.

## Karriere

### Verein
Di Benedetto spielte in der Jugend zunächst für den 1. FC Normannia Gmünd und den 1. FC Heidenheim, bevor er 2019 zum VfB Stuttgart wechselte. In der B-Junioren-Bundesliga 2021/22 erreichte Di Benedetto mit dem VfB das Endspiel um die deutsche U17-Meisterschaft. Am 29. Juni 2022 verlängerte er seinen Vertrag mit den Schwaben bis Juni 2026.
Im Dezember 2023 stand er erstmals bei einem Bundesligaspiel im Kader, ohne jedoch eingewechselt zu werden. Am 27. Januar 2024 gab Di Benedetto am 19. Spieltag der Saison 2023/24 beim 5:2-Heimsieg gegen RB Leipzig sein Debüt für die erste Mannschaft des VfB Stuttgart. Ende Februar 2024 zog er sich in einem Testspiel gegen die TSG Hoffenheim II einen Wadenbeinbruch zu und fiel für den Rest der Saison aus.

### Nationalmannschaft
Bei der U-17-Europameisterschaft 2022 spielte Di Benedetto in allen vier Partien für die deutsche U-17-Nationalmannschaft, die im Viertelfinale im Elfmeterschießen gegen Frankreich unterlag. Auch in den folgenden beiden Altersstufen gehörte er zum DFB-Juniorenkader.

## Titel
- Meister der Regionalliga Südwest und Aufstieg in die 3. Liga: 2024